# Ghirnai River
Ghirnai River är ett vattendrag i Bangladesh. Det ligger i den nordvästra delen av landet, 230 km nordväst om huvudstaden Dhaka.
Trakten runt Ghirnai River består till största delen av jordbruksmark. Runt Ghirnai River är det mycket tätbefolkat, med 1 135 invånare per kvadratkilometer.